# Френклин (Луизијана)
Френклин (енгл. Franklin) град је у америчкој савезној држави Луизијана.

## Демографија
По попису из 2010. године број становника је 7.660, што је 694 (-8,3%) становника мање него 2000. године.
| Група             | 2000.         | 2010.         |
| Белци             | 3.934 (47,1%) | 3.006 (39,2%) |
| Афроамериканци    | 4.177 (50,0%) | 4.305 (56,2%) |
| Азијати           | 26 (0,3%)     | 53 (0,7%)     |
| Хиспаноамериканци | 66 (0,8%)     | 142 (1,9%)    |
| Укупно            | 8.354         | 7.660         |